# Huns
|  | Aquest article tracta sobre el poble nòmada de l'estepa. Si cerqueu l'instrument musical, vegeu «hun (instrument musical)». |

Els huns eren un poble nòmada de l'estepa que, a partir de finals del segle iv dC, va fer profundes incursions per Europa i Àsia i fins a l'Índia. Són probablement dues branques d'un mateix poble, d'origen turc, els huns blancs (dits també heftalites), que cap a la fi del s. IV dC baixaren, l'una cap a la vall del Volga i l'altra cap a l'Oxus (Amur Darya). Van aparèixer a Europa al segle iv, i el seu líder més reconegut va ser Àtila. Els huns van ser anomenats "bàrbars" pels romans quan van envair l'Imperi Romà entre els segles iv i v.

## Origen

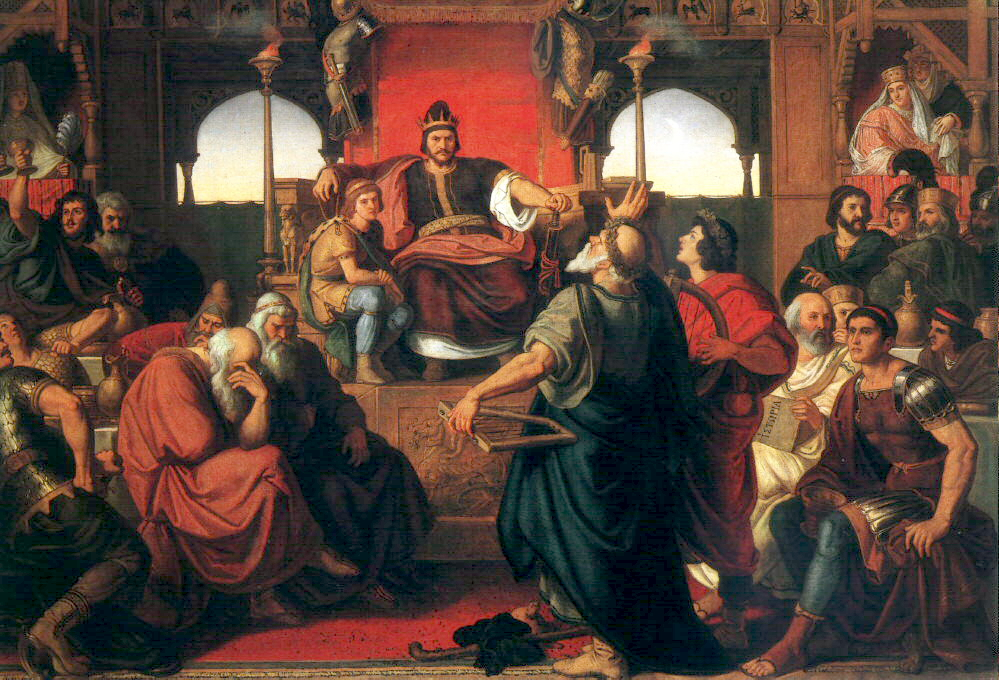
La festa d'Àtila, quadre del pintor hongarès Mór Than. Es basa en el fragment de Prisc, a qui representa de blanc a la part dreta, sostenint el seu llibre d'història

Modernament s'ha donat el nom «huns» a les poblacions que els xinesos anomenaven xiongnu o hsiung-nu, i que constituïren, al final del s. II aC, un reialme a la Xina. Els huns també són anomenats cuns o kuns; en llatí: hunni o chuni, en grec: ounnoi o chounoi. Joseph de Guignes al segle xviii va identificar els huns amb els hsiung-nu, però encara no hi ha un consens general sobre el tema. Sovint es pensa que les confederacions tribals no tenien un origen ètnic únic, sinó que eren una barreja de diferents grups sota un nom comú. L'evidència arqueològica, lingüística i històrica basada en les fonts xineses, suggereixen que els huns eren part dels hsiung-nu, els quals foren derrotats per l'Imperi Han i expulsats cap a l'oest. La darrera menció dels hsiung-nu està datada el 151 al llac Barkol. Se suposa que els huns van passar a l'Àsia central i després a l'Europa oriental. A les fonts xineses, una tribu establerta a l'Àsia central sota el nom de yueban és indicada com la resta dels hsiung-nu.
Excel·lents genets arquers, veloços i decidits, de tàctica impredictible, van estendre la por per l'imperi. Van pactar amb Roma en contra dels germànics de l'Europa Central i, cap al 432 tenien un cabdill principal, Rues o Rúgila; a la seva mort (434) li van succeir els seus nebots Bleda i Àtila, que van intentar mantenir els termes de la pau amb els romans i es van trobar amb la delegació imperial a la ciutat de Margus (actual Požarevac) i, tots muntats a cavall d'acord amb els costums huns, van negociar un acord favorable: els romans no tan sols van retornar les tribus fugitives, sinó que també van doblar el tribut de 350 lliures d'or romanes, van obrir les fronteres als mercaders huns i van pagar un rescat de vuit sòlids per cada presoner romà. Durant aquest període, els huns van estendre el seu imperi fins als Alps, el Rin i el Vístula.
Eren un grup nòmada i vivien en barraques temporals, encara que coneixien la propietat de la terra i solien serpentejar per zones concretes que estiguessin en el seu poder. Per la seva condició nòmada, la vaca i la cacera tenien un paper més important en la seva economia que l'agricultura. Les mancances en la seva dieta eren compensades per mitjà del comerç i, de manera molt més habitual, pel pillatge en territori estranger. Les armes que empraven en la guerra eren l'espasa recta, la llança, el llaç (espècie de corda amb la qual mataven els seus enemics i els trencaven el coll) i l'arc, que solien utilitzar des del cavall. A això contribuïa l'ús de l'estrep, que van prendre dels xinesos i que van introduir més tard a Pèrsia i a Europa.

## Societat i cultura
Els huns eren nòmades, però reconeixien la propietat de la terra; així, cada grup es movia només per la seva àrea d'influència excepte per expandir el seu domini. Ètnicament tenien trets mongoloides.
Combatien usant el cavall, l'arc compost i la llança, i eren famosos pel seu pillatge i la seva velocitat. La caça proporcionava gran part de la seva dieta i els líders caçaven sovint per tot el seu exèrcit en una mena de preparació per a la guerra.
Hi ha una gran polèmica sobre la llengua que parlaven, l'húnnic. Alguns creuen que és un idioma extingit de la branca altaica (en relació amb, per exemple, el turc i els idiomes de l'Àsia central actuals). D'altres aposten per una llengua irànica basant-se en les inscripcions de monedes trobades a les excavacions, si bé avui dia es creu que aquestes monedes podien ser simples còpies. D'altra banda, algunes fonts xineses els relacionen amb pobles siberians, com els samoiedes, però això tampoc concorda amb les dades aportades per l'arqueologia.
Durant l'edat mitjana, es van deixar registrades nombroses gestes i llegendes, entre les quals hi ha la d'Hunor i Magor, la versió més antiga data del segle xiii a Hongria. En aquesta es narra com aquests dos germans donen nom a les nacions huna i hongaresa, trobant-se així ambdues emparentades. Fins ara no s'ha aconseguit establir cap parentiu ètnic entre ambdues, però s'estima que després de l'arribada dels hongaresos d'Àsia el 905, es van acabar barrejant amb les restes de la civilització huna que encara vivia al territori de Pannònia en aquells temps.
Quant a la religió no se'n sap gairebé res. Aparentment, tenien un tipus d'adoració al cavall (ja que aquests animals eren una figura gairebé sagrada per a ells). Les fonts romanes solen referir-s'hi com a individus sub-humans mancats de qualsevol classe de déu i moral, sense creença en una altra vida a part de la terrenal, encara que se sap que tenien alguna cosa semblant a xamans o bruixots en la seva tribu (que creien en l'existència d'abominacions subterrànies infernals), especialitzats en l'endevinació a partir de l'examen de restes i ossos d'animals. Originàriament cremaven els seus morts, encara que més endavant van començar a inhumar-los. Practicaven tant la poliàndria com la poligínia.
L'historiador romà Ammià Marcel·lí ens va deixar un text en què podem veure la visió deformada que els romans tenien sobre els huns:
| « | Són éssers imberbes, musculosos, salvatges, extraordinàriament resistents al fred, a la fam i la set, desfigurats pels ritus de deformació craniana i de circumcisió que practicaven, i ignorants del foc, de la cuina i de l'habitatge. | » |

## Expansionisme

### Extrem Orient
Segons les cròniques de l'antiga Xina, els xiongnu eren un poble nòmada de pastors i guerrers que vivia a les estepes de l'Àsia centre-oriental, al nord de la Gran Muralla Xinesa. Molts historiadors moderns pensen que els xiongnu esmentats en les cròniques xineses eren el mateix poble que va aparèixer segles més tard a Europa i va envair l'Imperi Romà sota el nom dels huns.
La dinastia Qin va poder rebutjar els seus atacs de manera més o menys eficaç, però a la caiguda d'aquesta els xiongnu van aconseguir superar la Gran Muralla i iniciar una sèrie d'incursions en territori xinès. Els xiongnu també combatien contra altres pobles nòmades, i durant el mandat del cap Mao Dun (209 aC - 174 aC) van derrotar les poderoses tribus dels xianbi, els tunguses i els kitan, unificant per primera vegada l'àrea ocupada per l'actual Mongòlia. L'emperador xinès Wen, de la dinastia Han, va voler allunyar el perill d'aquest nou imperi pagant tribut (seda i cereals sobretot), cosa que amb el temps seria una constant en la relació dels huns amb altres pobles. Era tal la quantitat que exigien els xiongnu per no entrar en guerra que els béns rebuts cada any els sobraven, fins al punt que els venien amb notables beneficis als mercaders d'Occident que arribaven per la ruta de la Seda. També hi va haver matrimonis de conveniència entre princeses xineses i reis xiongnu amb la finalitat de segellar la pau.

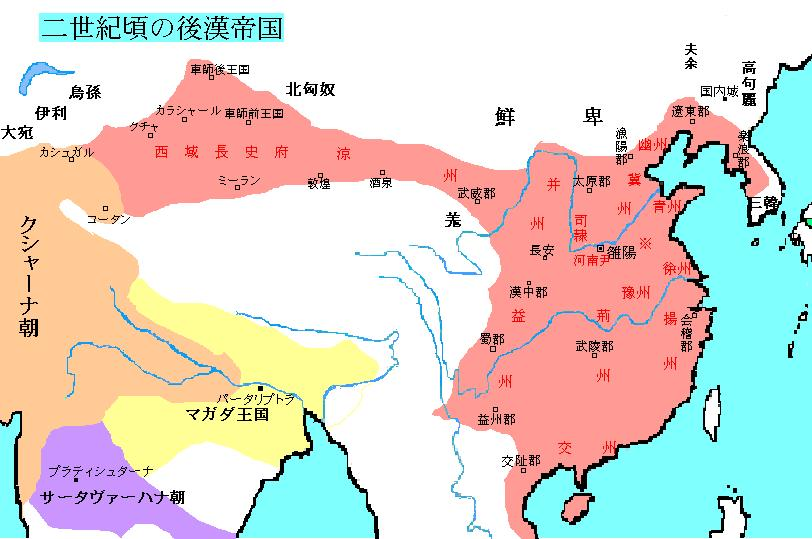
Extensió màxima de l'Imperi Han

Aquesta relació es va trencar quan l'emperador Wu va decidir deixar-los de pagar tribut i, anticipant-se a l'esperada reacció dels xiongnu, va enviar diverses expedicions a l'Àsia central a partir del 133 aC, encara que només una va tenir-ne èxit: la que l'any 127 aC va aconseguir expulsar els xiongnu del curs superior del riu Groc. Les expedicions posteriors van mantenir entretinguts els bàrbars combatent dins el seu territori de manera constant, cosa que els va debilitar. El 121 aC van ser derrotats al corredor de Gansu pel general xinès He Qubing (que va construir allí la fortalesa de Juyan) i forçats a marxar cap a l'oest, on ja havien sotmès unes dècades abans el poble indoeuropeu dels tocaris. Una vegada expulsats els xiongnu de la conca del Tarim, els xinesos la van posar sota el seu comandament i van entrar en contacte per primera vegada amb els perses hel·lenitzats de Farg'ona, que van introduir l'alfals i el cavall àrab a la Xina.

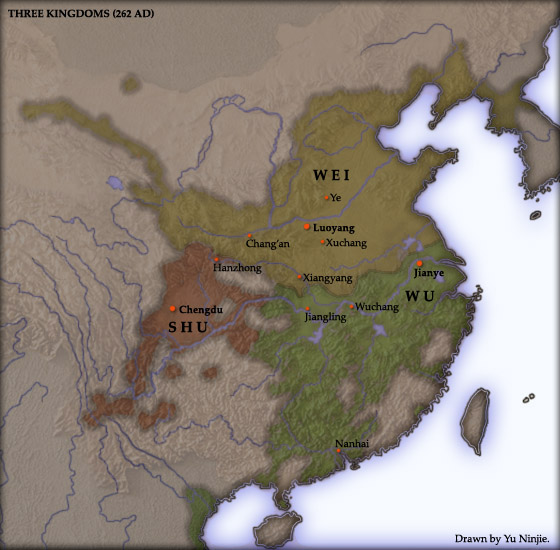
La Xina durant l'etapa dels Tres Regnes, després de la caiguda dels Han

Els debilitats xiongnu es van escindir en dues branques cap al 48 dC, i una d'aquestes, els huns del sud, es va posar sota el comandament dels Han. Aquests els van destinar a vigilar la zona del naixement del riu Groc. Encara que van deixar d'atacar els xinesos, els xiongnu no van creure que la seva lleialtat impliqués estar en pau amb les altres tribus sotmeses de la zona i els regnes tributaris de l'Àsia central, de manera que van portar a terme una onada de saquejos a la regió durant els anys 60-70. Això va provocar que els emperadors Zhang (76-88) i He (89-105) tornessin a combatre contra ells i els expulsessin de la conca del Tarim, encara que el debilitat poder xinès a l'Àsia central va haver de fer front inútilment a la revolta posterior de les tribus tibetanes de la zona i van acabar per evacuar la regió.
Mentre que la caiguda de la dinastia Han l'any 220 fracturava la Xina en tres regnes petits enfrontats entre si, els xiongnu del sud es van reagrupar de nou i van tornar a envair la Xina el 311, arribant fins a Luoyang, la rica capital de la Xina del nord i final de la ruta de la Seda. La ciutat va ser saquejada i incendiada, encara que més tard els invasors s'hi van establir i la van governar durant 39 anys. En el 350, l'últim rei xiongnu va ser assassinat per un membre del seu mateix poble i la dinastia va ser enderrocada.

### Pèrsia i l'Índia
Més o menys aquest mateix any, el 350, els xiongnu del nord, que havien estat expulsats de les estepes un segle abans, es van desplaçar cap a l'oest i van saquejar diverses ciutats en els límits de l'Imperi Sassànida, on van ser anomenats xiyon, xiongnu o xionites. Això va agafar desprevingut l'emperador persa Sapor II, que llavors es trobava assetjant la fortalesa romana de Nísibis, a Mesopotàmia. Ràpidament, va partir a Sogdiana per enfrontar-se durant una guerra que va durar 10 anys i els va derrotar, forçant-los a una aliança. En el primer lloc on els xionites van ser derrotats, es va construir la ciutat de Nixapur, que en persa significa 'Gesta de Shapur'.
Quan Sapor va tornar a atacar els romans el 360, l'acompanyaven diversos xionites en el seu exèrcit, a les ordres del rei Gumbates. L'historiador romà Ammià Marcel·lí explica que durant el setge d'Amida (l'actual Diyarbakır), els ja batejats pels romans com a huns que l'acompanyaven van perdre l'únic fill de Gumbates. El príncep va ser cremat en una enorme pira funerària als afores de la ciutat, una cosa xocant si tenim en compte que els perses que els comandaven rebutjaven aquesta pràctica perquè la seva religió, el zoroastrisme, la prohibia. Alguns jaciments arqueològics del Tadjikistan confirmen que aquesta pràctica era una cosa comuna en aquest poble.

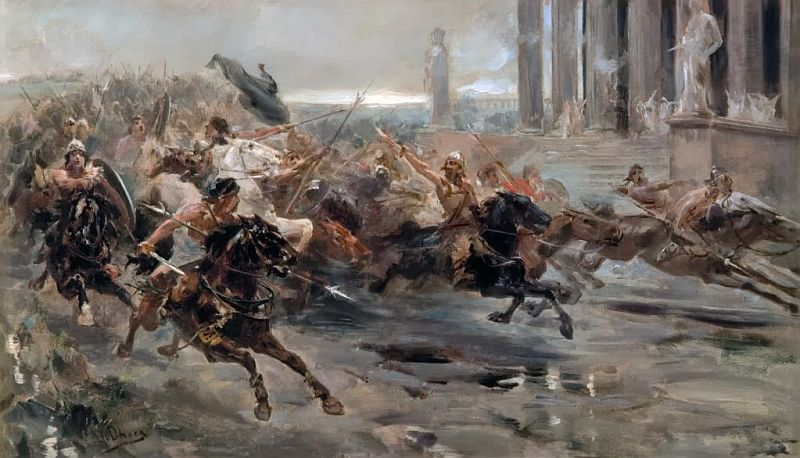
Huns carregant durant la batalla

Amb el temps, els xiongnu es van assentar a les províncies orientals de l'Imperi persa i van acabar dominant la zona de manera independent, i fins i tot van encunyar moneda. Més tard, es van dividir novament en dues branques, els kidarites i els ephtalites (heftalites) o huns blancs. Els heftalites van entrar en guerra amb els kidarites al segle v i els van forçar a endinsar-se al Panjab, on el 427 van ser derrotats per l'emperador persa Bahram V. Tanmateix, els huns blancs també van envair l'Índia en els anys successius, fins al punt que diversos historiadors creuen que van ser ells els que van ocasionar el declivi i caiguda de l'Imperi gupta cap al 540.
Els huns blancs s'havien barrejat amb la població de l'est de Pèrsia i, amb el temps, segons explica l'historiador grec Procopi, els seus marcats trets asiàtics es van anar diluint. També van començar a inhumar els seus morts i es van fer agricultors sedentaris, però no van perdre el seu ardor guerrer, com a mostra, a més de les seves invasions sobre l'Índia, la seva participació en les guerres civils perses al costat de l'emperador sassànida Peroz I contra el seu germà i usurpador en el tron, Hormizd III. Quan Hormid va ser enderrocat, Firuz va decidir tornar a posar les províncies orientals sota control persa, atacant els seus antics aliats. Va ser derrotat i fet presoner pel rei heftalita Kushnavaz, i fou alliberat més tard després de deixar el seu fill Kavadh I (o "Qubad") com a ostatge. Quan Firuz va tornar a atacar, la cavalleria que ell comandava es va precipitar en una rasa dissimulada i tots els seus integrants van resultar morts. Qubad va accedir al tron, però la guerra amb els heftalites va continuar durant dècades, de manera que en els anys successius els reis perses van haver de construir nombroses fortificacions a les fronteres orientals. El mateix Kavad I va poder recuperar el tron persa en el 498 amb el suport dels heftalites.
Finalment, l'emperador persa Còsroes I (531 - 579) es va aliar amb Silzibul, cap dels turcs de les estepes de la mar Càspia, i junts van aconseguir derrotar estrepitosament els heftalites l'any 557, obligant-los a dispersar-se. El seu regne (que incloïa Bactriana, part de Sogdiana i bona part del desaparegut Imperi gupta) va ser dividit en dos al llarg del riu Oxus, i la part nord fou per als turcs i la sud pels perses.

### Els huns a Europa

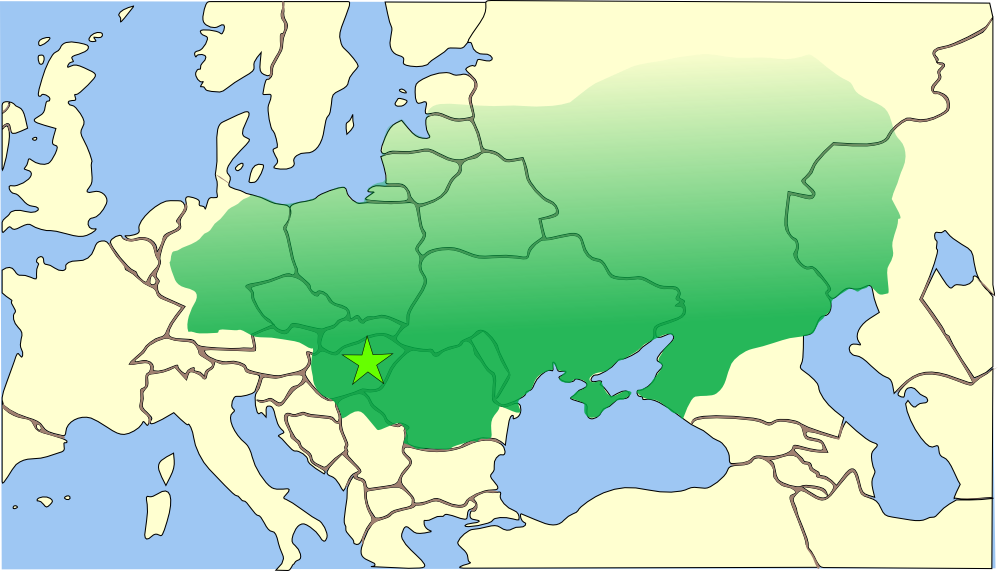
Mapa de l'Imperi dels huns en el seu apogeu

Dionís Periegetes parla d'un poble que vivia a prop de la mar Càspia al segle ii, que podrien ser els huns. Claudi Ptolemeu esmenta els chuni entre les tribus sàrmates al mateix segle ii.
Són esmentats per Amià Marcel·lí, que els situa al Caucas occidental, i al sud de l'actual Ucraïna (segona meitat del segle IV). Els huns, aliats dels alans, van expulsar els grutungs i els tervings (els gots) més enllà del Danubi, des de Dàcia (Moldàvia i Besaràbia) cap a Mèsia i Tràcia (Bulgària).

Invasions bàrbares a l'Imperi Romà. Tots els pobles assenyalats, excepte els huns, són germànics

Poques informacions es tenen dels huns entre el 150 i el 300. Vers el 200 (entre el 194 i el 214), els huns van conquerir la ciutat de Balk, al Caucas (en armeni: Kush, anomenada pels grecs Hunuk). Els huns que es van establir a Transoxiana van originar els huns blancs. El 361, els huns occidentals vivien a Ucraïna i foren invitats pels romans a establir-se a Panònia com a aliats. El 372 sota el rei Balamir van avançar i van derrotar els alans, que van quedar integrats a la seva confederació. Vers el 405 van entrar a Pannònia.
Fou a partir del 376 que la pressió dels huns impulsats pel canvi climàtic a l'estepa eurasiàtica en direcció a Europa occidental provocà una desestabilització dels pobles bàrbars. A la fi del segle iv, els huns s'instal·laren a les planes del Danubi. Durant un temps, van coexistir sense problemes amb l'Imperi Romà, el qual ajudaren en la lluita contra els germànics. L'any 395, però, van començar a circular uns rumors alarmants. Un oficial de l'exèrcit imperial, destinat a Tràcia, anomenat Amià Marcel·lí, va explicar l'aterridora aparició a la vora del Danubi d'uns homes que va descriure així:
| « | Petits i toscs, imberbes com eunucs, amb unes cares horribles en què gairebé no es poden reconèixer els trets humans. Es podria dir que més que humans són bèsties que caminen sobre dues potes. Porten una casaca de roba folrada amb pell de gat salvatge i pells de cabra al voltant de les cames. I semblen enganxats als seus cavalls. Sobre ells mengen, beuen, dormen reclinats en les crineres, tracten els seus assumptes i emprenen les seves deliberacions. I fins i tot cuinen en aquesta posició, perquè en comptes de coure la carn amb què s'alimenten, es limiten a entebeir-la mantenint-la entre la gropa del cavall i les seves cuixes. No cultiven el camp ni coneixen la casa. Descavalquen només per anar a trobar les seves dones i els seus nens, que segueixen en carros els seus homes devastadors. | » |

Els visigots es van rebel·lar contra els romans el 378 i van saquejar diverses ciutats romanes en els Balcans. Aprofitant el caos deslliurat pels gots i altres pobles germànics, el rei hun Rues va creuar el Danubi el 432 i va atacar els romans amb tal força que l'emperador Teodosi II va haver de pactar amb ell el lliurament de 115 kg d'or anuals per aconseguir la pau. El 434, Rues va morir deixant el tron de manera conjunta als seus nebots Àtila i Bleda, fills del seu germà Mundzuk. Aquests van reprendre la pau a canvi de duplicar el tribut romà i es van dirigir a l'est, on van envair Pèrsia durant cinc anys, abans de ser derrotats quan tractaven de conquerir Armènia. També van lluitar contra els eslaus i els alemanys, ocasionant un efecte dòmino que va fer que burgundis, francs, saxons, angles i juts envaïssin l'Imperi Romà d'Occident.
El 439, van acusar els romans de trencar l'acord després que el bisbe de Margus (a prop de l'actual Belgrad) creués el Danubi i profanés les tombes reials hunes que hi havia a la riba nord. Àtila i Bleda van saquejar diverses ciutats romanes, entre aquestes Margus, Viminacium, Singidunum (Belgrad), Naiso (Niš), Sardica (Sofia) i Filipòpolis (Plòvdiv). Després d'això, Teodosi va aconseguir la pau lliurant una indemnització i triplicant els tributs.

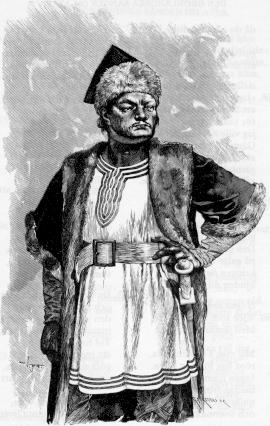
Àtila en una il·lustració per a lEdda poètica

Prisc, que va conèixer Àtila el 448-449, el descriu com baix, robust, de gran cap, ulls enfonsats, nas xato, barba esclarissada i de costums austers. Irritable i irascible, era un tenaç negociador i no tan implacable com es diu.
Immediatament va iniciar una política encara més agressiva que l'anterior, va trencar la treva i va penetrar amb el seu exèrcit a Il·líria. No se sap res concret sobre Àtila entre el 435 i el 439. El 441, quan les tropes romanes estaven actuant a la frontera tant oriental com occidental, va atacar fortament el Danubi oriental, prenent i saquejant moltes ciutats, inclosa Singidunum (Belgrad). Constantinoble va aconseguir una treva pel 442 i va portar tropes de l'oest. Però el 443 Àtila va tornar a atacar: va conquerir ciutats del riu i es va dirigir a l'interior cap a Naiso (Nis) i Sardica (Sofia), que van ser destruïdes. Camí de Constantinoble, va ocupar Filipòpolis (Tràcia), va derrotar els romans en totes les batalles i va envoltar la capital imperial, que no podia prendre amb els seus arquers. Va posar rumb a Gallipolis, on estaven refugiades les últimes tropes imperials, i les va desfer. Va imposar una pau que incloïa el pagament dels endarreriments i la seva mora (6.000 lliures d'or, uns 1.800 kg) i la triplicació del tribut anual (2.100 lliures per any, uns 650 kg).
Àtila es va coronar rei únic (autòcrata) després que morís el seu germà durant una cacera el 445, probablement assassinat per ell mateix. Va atacar de nou el 447, més a l'est (Escítia i Moesia) que la vegada anterior i va derrotar els romans en el riu Uto (riu Vit), però amb un alt cost en soldats. Devastà els Balcans i Grècia fins a les Termòpiles i en els anys següents es va mantenir una mena d'hostilitat latent entre Àtila i Teodosi II, com narra Prisc de Pani (fragments de la seva Història), que el va visitar a Valàquia al costat dels ambaixadors romans del 449. Es va concloure una pau més onerosa per a l'imperi que la del 443: l'imperi havia d'evacuar una ampla franja sud-danubiana i lliurar grans tributs.

Els imperis romà i hun en 450

Àtila va entrar a la Gàl·lia el 451, aparentment contra els visigots del Regne de Tolosa, que no mantenien contenciosos amb Valentinià III ni amb Aeci, amb qui Àtila estava en bones relacions. Se sap que, el 450, Honòria, germana de l'emperador, li va enviar el seu anell i la petició que la deslliurés d'un matrimoni al qual l'obligava. Àtila va reclamar Honòria com a esposa i va demanar la Gàl·lia com a dot. Aeci i Teodoric I van pactar una actuació conjunta. Àtila va intentar ocupar Aurelianum (Orleans), però els romano-gots l'hi van impedir a l'últim moment. La batalla dels Camps Catalàunics (o, segons altres fonts, Mauriacs) es va produir en camp obert, en situació desconeguda. Teodoric va morir, però Àtila, vençut per primer i únic cop, va haver de retirar-se.
El 452, Àtila va passar a Itàlia i va saquejar Aquilea, Pàdua, Verona, Brescia, Bèrgam i Milà, sense que Aeci pogués detenir-lo. Àtila va aconseguir avançar fins a la mateixa Roma, però molts dels seus guerrers havien mort, no per l'acció de l'enemic sinó per la fam i la pesta que en aquell moment assolaven Itàlia. Davant de les portes de Roma, el papa Lleó V es va entrevistar amb ell, i es diu que li va suplicar que no saquegés la ciutat santa. Per raons desconegudes, i contra tots els pronòstics, després de l'entrevista amb el papa, Àtila es va retirar, i va abandonar l'Imperi d'Occident. El nou emperador d'Orient, Marcià, va interrompre el pagament de subsidis pactat per Teodosi II i Àtila es preparava a atacar quan va morir durant la seva nit de noces, el 453.

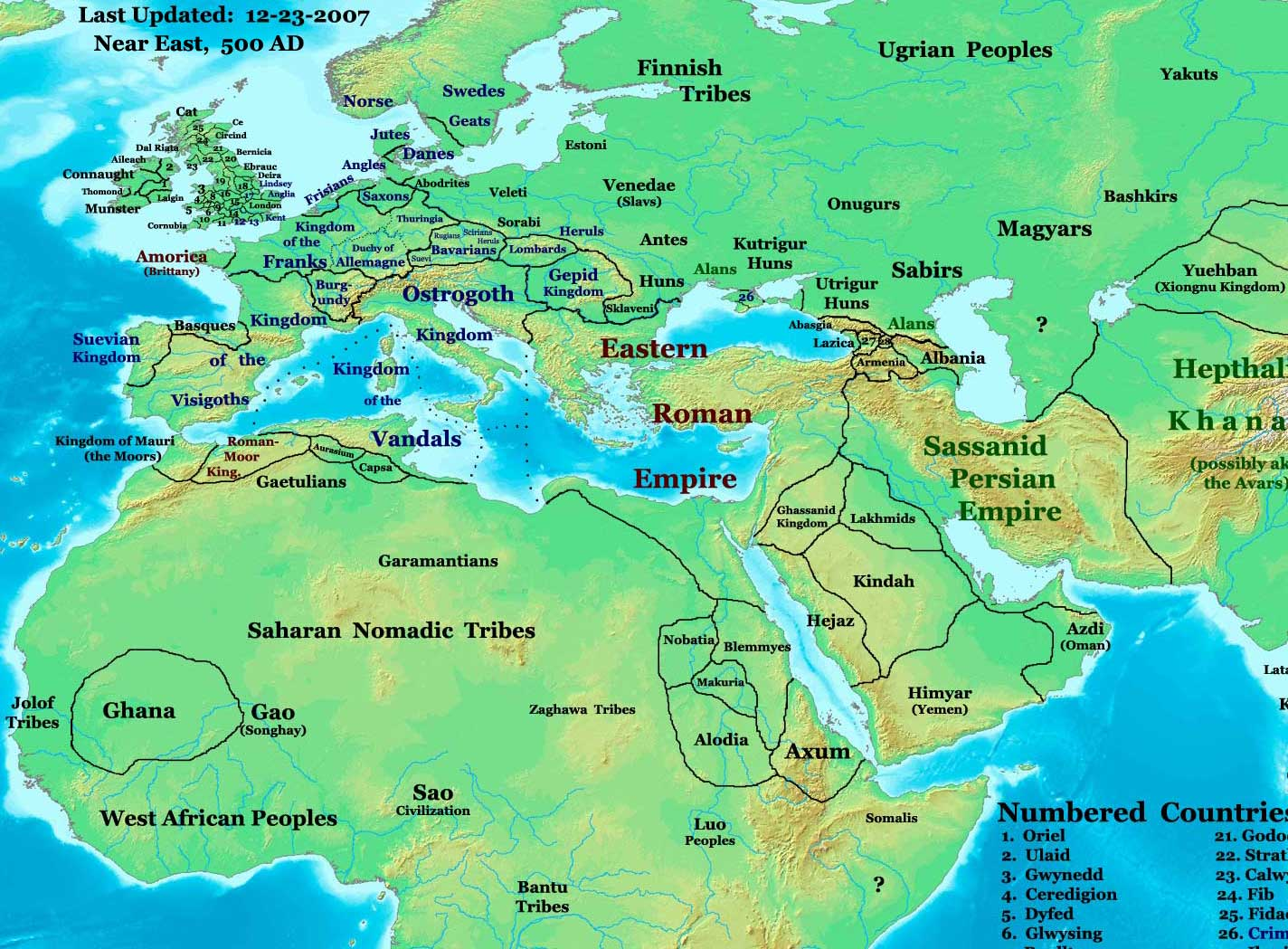
Estats successors dels huns cap a l'any 500

Després de la mort d'Àtila el va succeir el seu fill Elac, que va haver de fer front a la revolta dels seus germans Dengizik i Ernakh. Però diversos pobles sotmesos es van unir en una coalició de gèpids, ostrogots, hèruls i altres pobles de la Panònia sota Ardaric, líder dels gèpids, contra els huns als quals van vèncer en la batalla de Nedao el 454 o 455, i que va acabar amb els huns com a potència. Alguns huns van ser aniquilats a la conca de Panònia, que va ser ocupada pels gèpids, d'altres es van retirar a les estepes orientals.
Mort Elac, els seus germans van governar dues diferents, però relacionades, hordes a les estepes del nord del mar Negre: Dengizich va ser kan dels búlgars kutrigurs, i Ernakh kan dels búlgars utigurs, encara que, segons Procopi, kutrigurs i utigurs van ser governats per dos fills d'Ernakh; aquests i d'altres, com els onogur, sarigur, etc., van ser denominats col·lectivament huns.

## La confederació d'Àtila
El 433 va pujar al tron Àtila, fill de Mundzak. Prisc parla de cinc ambaixades (433, 441, 448, 449 i 450), en una de les quals (la de 448) ell mateix va participar quan Àtila tenia el seu camp entre el Tisza i el Danubi i havia assolit el poder de les dues principals hordes dels huns i de la confederació al seu entorn. Àtila va morir el 453 de mort natural. Durant el seu govern va fer incursions a Itàlia, Grècia, Tràcia, el baix Danubi, i la Gàl·lia. Tot i la seva fama, fou un negociador més que un militar. L'imperi d'Àtila estava confederat amb molts altres pobles: alans, gèpids, sciris, rugis, sàrmates, eslaus i gots. A la seva mort, una confederació dirigida per Ardaric va posar fi a l'imperi en la batalla del riu Nedao (lloc no identificat) el 454.

## Huns orientals
La pressió dels huns a partir del Turquestan i cap a l'Índia i l'Iran començà al final del s. IV dC. Ocuparen Sogdiana i Bactriana; després atacaren l'Iran i penetraren profundament al nord-oest de l'Índia i a l'Índia central, a conseqüència de l'afebliment de l'Imperi dels gupta a la fi del s. V.

## Pobles successors
Diversos pobles es consideren els successors dels huns: els búlgars, els àvars, els magiars, els cumans, els khàzars i els petxenegs.

### Els huns i els hongaresos
Durant més de mig mil·lenni, s'ha cregut ferventment que els hongaresos són descendents directes dels huns. A l'edat mitjana, quan les tribus hongareses van arribar a Europa des d'Àsia conduïdes pel seu gran príncep Arpád, aquest va reclamar els territoris de la conca panònica com a herència del seu ancestre directe, el rei Àtila. Si bé actualment es creu bastant improbable, tant els hongaresos com les altres persones medievals i renaixentistes estaven totalment convençudes que sí que era d'aquesta manera. Aquest argument va servir per a legitimar el poder del príncep Arpád i els seus descendents en les terres que van ocupar, ja que segons el que creien, els pertanyien. Tant la Gesta Hungarorum del segle xii, com el Chronicon Pictum del segle xiv incloïen una àmplia descripció dels orígens huns dels reis hongaresos, establint una continuïtat entre ells. Per al segle xv, encara se seguien escrivint cròniques, com l'elaborada per Juan Thuróczy (en hongarès: Thuróczy János) per al rei Maties Corvi d'Hongria, en què es presentava una detallada narració de com Àtila, fill de Bendegúz, va tenir Csaba, que va ser el pare d'Ed, que va ser el pare d'Ügyek, que va ser el pare d'Elod, que va ser el pare d'Almos, pare d'Arpád, del qual descendeix el primer rei cristià sant Esteve I d'Hongria.
En els segles posteriors, en el Renaixement i en l'edat moderna, va continuar vigent aquesta concepció, encara que se li va donar menys credibilitat. Aquest interrogant va començar a ocupar molts historiadors hongaresos en l'edat moderna i contemporània, que lentament van trobant les inconsistències del postulat de la descendència de la casa reial hongaresa des d'Àtila. L'historiador Pál Hunfalvy (1810 - 1891) va ser el primer que va considerar aquesta connexió entre els hongaresos i els huns com una cosa irreal. Aquesta postura va ser atacada pels historiadors Károly Szabó, Géza Kuun, Géza Nagy, Bernat Munkácsi, József Thury, Frigyes Hirtl i Armin Vámbéry, però la Cancelleria hongaresa va prendre posició al costat d'Hunfalvy, mantenint-se acadèmicament fins a l'actualitat.
El reconegut historiador hongarès Bálint Homan va dur a terme un estudi detallat de la tradició huna en els registres medievals hongaresos, concloent que independentment de l'origen o connexió real entre les dues famílies reials, des de molt aviat els hongaresos de l'edat mitjana i els seus veïns estaven convençuts que eren descendents d'Àtila. Ell i l'historiador Zoltán Gombocz van afirmar que si bé no tots els hongaresos descendien dels huns, la casa regnant sí. És impossible que la tradició huna hagi sobreviscut com a llegenda popular en la gent hongaresa, sinó que més aviat ho va fer com a consciència popular.
Estudis genètics moderns han establert que, en efecte, hi ha un patró comú entre els hongaresos i els huns, podent haver estat els primers una subtribu de l'enorme massa huna composta per desenes d'ètnies diferents però emparentades.
Els noms Àtila, Csaba i Réka (l'esposa d'Àtila) són molt populars entre els hongaresos, inclusivament i en particular en l'actualitat.
D'altra banda, en les cròniques hongareses, Bleda, el germà d'Àtila, és anomenat Buda. Aquesta és l'explicació que se li va intentar donar des de l'edat mitjana a l'origen del nom de la ciutat de Buda, que posteriorment, unida amb Pest, formarà la ciutat de Budapest.

## Llista de reis dels huns
Llista conforme a la Vikipèdia anglesa, no coincident del tot amb altres fonts:
- Kama Tarkhan, vers 352
- Balamber, vers 370
- Alypbi, vers 375
- Uldin (kan), vers 390-411
- Donatus (kan), vers 411-412
- Kharaton, vers 411
- Octar, vers 412
- Rues, vers 432
- Bleda, vers 433-444 (al mateix temps que Àtila)
- Àtila (Idil), vers 433-453 (unifica les hordes vers el 444)
- Ellak, vers 453-455
- Tuldila, vers 457
- Dengizich, vers 460-469 (junt amb Hernach)
- Hernach, vers 460-469
- Tingiz, vers 490 (junt amb Belkermak)
- Belkermak, vers 490
- Djurash, vers 500 (abans)
- Tatra, vers 500 (després)
- Boyan Djelbir, vers 525
- Sandilch (kan dels utrigurs). Divisió entre els utrigurs (a l'est del riu Don) i kutrigurs (a l'oest), vers 550
- Zabergan (kan dels kutrigurs), vers 560
- Bayan (Avar Khagan), vers 565-600, primer kan dels àvars